# Dora Richardson
Dora Nellie Richardson (Londres, 1 de juny de 1919 - Stockport, 15 de setembre de 1998) va ser una química orgànica anglesa, coneguda per la síntesi del tamoxifèn (ICI-46.474) l'any 1962.
La seva investigació va marcar un punt d'inflexió en l'oncologia. La capacitat del tamoxifèn per bloquejar selectivament els receptors d'estrògens va revolucionar el tractament del càncer de mama, oferint una alternativa més precisa i menys tòxica a la quimioteràpia tradicional. El seu treball pioner va establir les bases de les teràpies endocrines modernes i segueix sent una pedra angular del tractament del càncer de mama avui en dia.

## Infantesa i educació
Richardson va néixer a Wimbledon, al sud de Londres, el 1919. Inspirada per una visita a l'Hospital del Càncer (ara Royal Marsden), on la seva àvia va rebre tractament, va decidir dedicar-se a la química.
El 1939, Richardson es va matricular al University College London (UCL) per estudiar química, un camp dominat pels homes. Va ser una de les poques dones del seu programa i va ser exclosa d'associacions, informals o professionals, que podrien haver donat suport al seu desenvolupament professional inicial. La formació superior durant la Segona Guerra Mundial va afegir més reptes. En el seu darrer any, la campanya de bombardeig alemanya, coneguda com The Blitz, es va intensificar, la qual cosa va obligar a la UCL a evacuar els estudiants a Gal·les. Malgrat tot, va completar la seva llicenciatura en ciències el 1941 i va seguir una carrera en química.

## Carrera professional
A la dècada del 1940, les químiques femenines es van enfrontar a barreres sistèmiques, com ara perspectives laborals limitades, manca de perspectiva d'ascensos i salaris inferiors als homes, i moltes havien de deixar la feina després de contraure matrimoni. Richardson va experimentar aquests reptes de primera mà i va lluitar per trobar feina en un entorn acadèmic després de graduar-se. El 1943, Richardson es va unir a la Divisió de Colorants d'Imperial Chemical Industries (ICI), una empresa britànica líder en el sector químic (ara forma part d'AstraZeneca), on es va convertir en una de les poques científiques sèniors. Decidida a avançar en el seu camp, va continuar els estudis de doctorat mentre treballava a l'ICI, que va finalitzar el 1953 amb una tesi sobre la síntesi de compostos heterocíclics.
A l'ICI, Richardson va contribuir inicialment a la síntesi de compostos antimalàrics essencials per a l'esforç de guerra britànic. El 1959, el doctor Arthur Walpole, un investigador líder en teràpies basades en hormones a l'ICI, va reclutar-la per unir-se al seu equip. El 1960, la companyia farmacèutica nord-americana Searle va llançar el primer anticonceptiu oral aprovat, enmig del creixent interès mundial pel control de la natalitat. Aquell mateix any, Walpole es va convertir en cap de la recentment establerta Divisió de Regulació de Fertilitat d'ICI, que es va centrar en el desenvolupament de píndoles anticonceptives. El 1962, Richardson va sintetitzar amb èxit l'ICI-46.474 (més tard conegut com a tamoxifèn) mitjançant l'isomeria geomètrica (cis-trans), com a part d'un projecte per desenvolupar una píndola anticonceptiva. Va ser el primer modulador selectiu dels receptors d'estrògens (MSRE) i els esforços de Richardson van ser reconeguts formalment el 1965 amb la patent britànica 1099093. Tanmateix, els primers estudis van demostrar que, en lloc de suprimir l'ovulació, el tamoxifèn l'estimulava, fent-lo inadequat com a anticonceptiu. Investigacions posteriors van revelar la seva capacitat per inhibir el creixement dels tumors sensibles als estrògens amb efectes secundaris reduïts, posicionant-lo com un possible tractament del càncer de mama.
Malgrat aquests resultats prometedors, els executius de l'ICI van creure que un medicament contra el càncer no seria tan rendible com un anticonceptiu i van decidir abandonar el projecte el 1972. Richardson i els seus col·legues, però, seguien convençuts del seu potencial. Van continuar el seu treball clandestinament fins que Walpole va amenaçar de dimitir si l'ICI no reprenia formalment el desenvolupament. L'octubre de 1973, el tamoxifèn es va llançar al Regne Unit com a tractament pal·liatiu per al càncer de mama avançat. A la dècada del 1980, assajos addicionals van revelar que el tamoxifèn també era eficaç com a teràpia adjuvant juntament amb la cirurgia i la quimioteràpia en el tractament contra el càncer de mama en fase inicial. Més tard, els assaigs van demostrar la seva capacitat per prevenir la recurrència del càncer de mama i per reduir el risc de desenvolupar la malaltia en dones d'alt risc, convertint-lo en el primer agent químic preventiu aprovat per la FDA per a qualsevol càncer.
El tamoxifèn va ser innovador com la primera teràpia dirigida per al càncer de mama sensible a les hormones. Fins llavors, es cobria un ampli espectre, però des d'aleshores el tractament de quimioteràpia va fer-se molt més precís, minimitzant de retruc el danys causat als teixits sans. La síntesi de tamoxifèn de Richardson va proporcionar la base perquè els investigadors estudiessin la seva interacció amb els receptors d'estrògens, donant lloc a descobrir que podria inhibir selectivament el creixement del tumor impulsat per estrògens. Aquesta innovació va establir les bases per al desenvolupament d'altres MSRE i teràpies endocrines modernes.

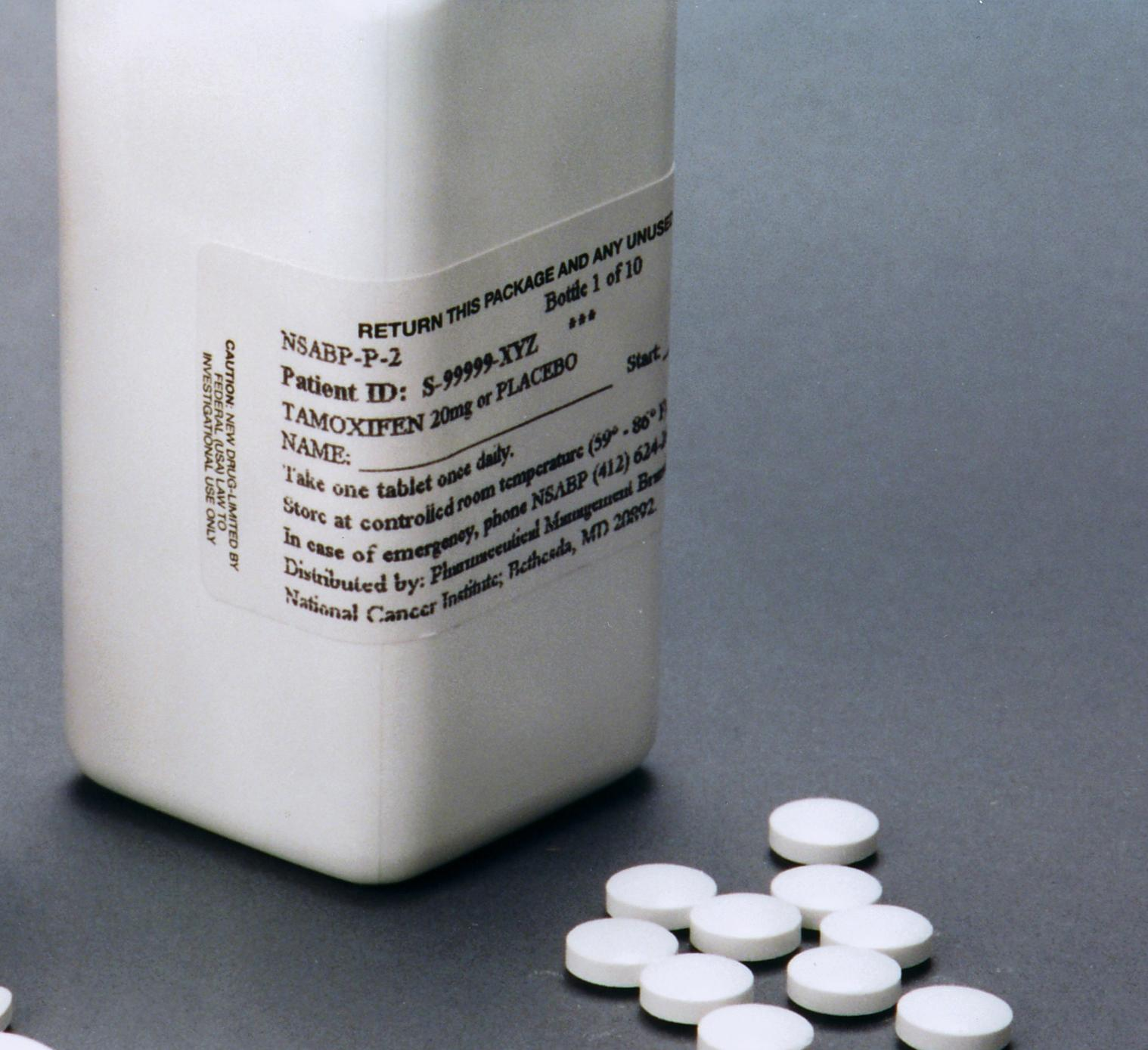
Pastilles de tamoxifèn.

Un any després de la introducció del tamoxifèn, el farmacòleg texà V. Craig Jordan es va unir a l'equip de recerca i va tenir un paper clau en l'expansió de les aplicacions clíniques. Si bé les contribucions de Jordan van ajudar a consolidar el lloc del medicament en el tractament del càncer, el seu protagonisme sovint va eclipsar l'extens treball realitzat per Richardson i el seu equip durant els 14 anys anteriors. En anys posteriors, Jordan es va fer àmpliament conegut com el pare del tamoxifèn, un nom que menystenia la síntesi química realitzada per Richardson i els esforços per tirar endavant el projecte. En un article que commemorava el 50è aniversari del primer assaig clínic del tamoxifèm, Jordan va esmentar breument Richardson, referint-se a ella només com una «química orgànica amb talent». Aquest mínim reconeixement va contribuir a l'esborrat històric de les seves contribucions. La manca d'un reconeixement més ampli es va agreujar encara més quan, el 3 de juliol de 2024, The New York Times va publicar l'obituari de Jordan, atribuïnt-li el descobriment de la capacitat del tamoxifèn per bloquejar el creixement del tumor impulsat pels estrògens, disminuint encara més el paper de Richardson en el seu desenvolupament.
Malgrat això, els primers treballs de Richardson en sintetitzar i refinar el tamoxifèn van ser fonamentals per al seu èxit final. El 1980, poc abans de la seva jubilació, va documentar les seves contribucions en un article inèdit, The History of Nolvadex. Malauradament, aquest document va romandre durant molt de temps ocult entre els arxius de l'empresa.

## Llegat i impacte
El desenvolupament del tamoxifèn va suposar un avenç important en el tractament del càncer de mama, el càncer més comú entre les dones en el 86% dels països. Va ser el primer MSRE i el primer medicament aprovat per reduir la incidència del càncer de mama en dones d'alt risc, marcant un canvi cap a teràpies oncològiques dirigides.
Amb el temps, l'ús del tamoxifèn va evolucionar des del tractament del càncer en estadi avançat fins a convertir-se en una teràpia estàndard per al càncer de mama positiu amb receptors hormonals en fase inicial. Finalment es va aprovar per reduir el risc de recurrència després de la cirurgia i es va convertir en el primer fàrmac per a la prevenció del càncer de mama en pacients d'alt risc.
El tamoxifè es va aprovar als EUA el 1977. A mitjans de la dècada de 1980, els Instituts Nacionals de Salut el van reconèixer com el tractament preferent per al càncer de mama, pels resultats obtinguts en allargar la vida després de la cirurgia. Més tard es va convertir en un tractament preventiu reconegut i es va afegir a la llista de medicaments essencials de l'Organització Mundial de la Salut per la seva accessibilitat i eficàcia. Avui dia, el tamoxifèn continua sent un dels tractaments contra el càncer de mama més prescrits al món. Després d'expirar-ne la patent, es pot trobar com a medicament genèric.

## Vida personal
A Richardson li agradava la jardineria, la costura i tenia un periquito de mascota. Era protestant practicant i va ser fundadora d'una de les seus del Soroptimist Club, una organització dedicada a empoderar les dones a través de l'educació. Richardson va residir al final de la seva vida a Gatley, un municipi de l'àrea metropolitana de Manchester.